# Chester C. Hayes

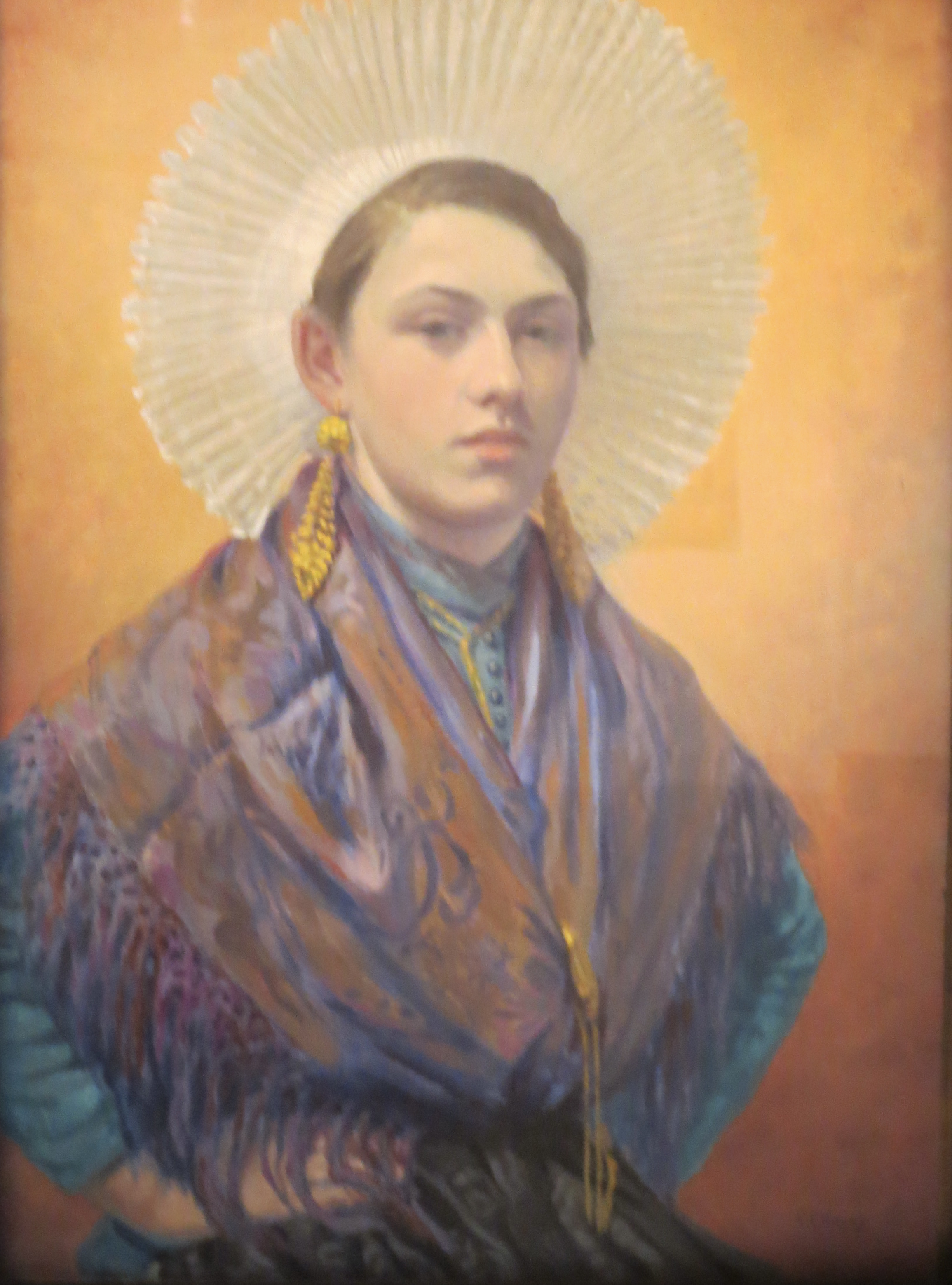
Matelote d'Étaples, 1932. Sammlung des Museums von La Touquet-Paris-Plage

Chester Coleman Hayes (* 1867 in Canandaigu im Bundesstaat New York; † 1947 in La Jolla, San Diego) war ein US-amerikanischer Landschafts- und Porträtmaler.

## Leben

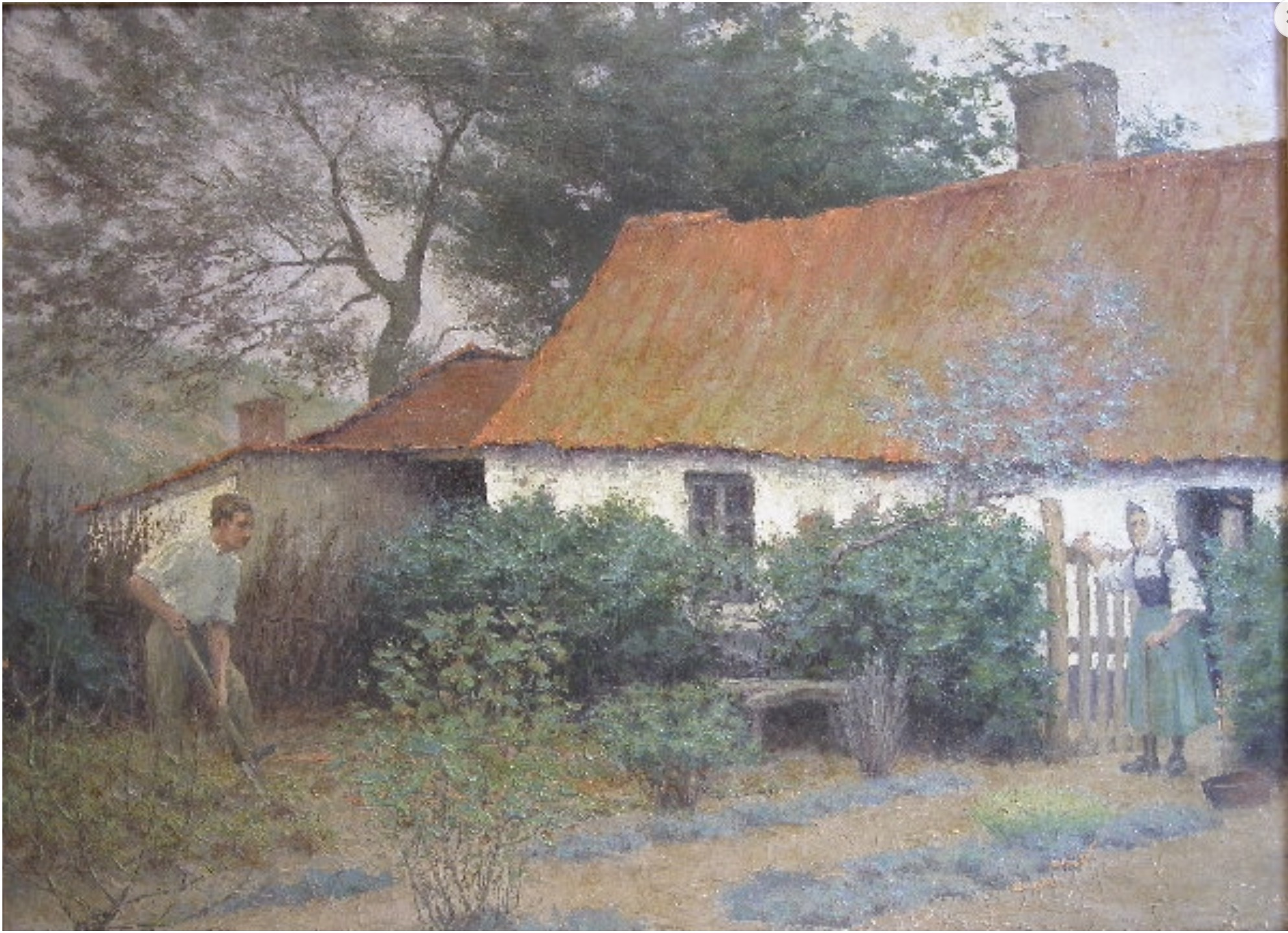
Französisches Landhaus mit Gärtner, um 1900. Rückseitig auf einem Etikett bezeichnet: „Chester Hayes, Cottage, Picquigny“

Chester Hayes wurde 1867 in Canandaigua, New York, geboren. Sein Vater Joseph war Arzt. Chester Hayes erhielt seinen ersten Kunstunterricht in Rochester, New York. Nach seinem Abschluss am Williams College 1889 ging Hayes nach Paris, um seine künstlerische Ausbildung an der Académie Julian zu vertiefen. Von 1890 bis 1900 blieb er in Paris, studierte bei bedeutenden Meistern wie Jean-Joseph Benjamin Constant (1845–1902) und Jules-Joseph Lefebvre (1836–1911) und stellte in verschiedenen europäischen Galerien aus. 1900 ließ er sich in Trépied, Cucq in Nordfrankreich nieder und unterhielt ein Atelier in der Bretagne.
Die Atmosphäre Nordfrankreichs inspirierte viele seiner Motive, in denen er die Wirkung des Sonnenlichts auf die Landschaft festhielt. Neben seinen Landschaftsbildern war Hayes auch für seine figurativen und Genrebilder bekannt. Ein Kritiker bemerkte einmal: „Es gibt keinen Hauch von Ultramodernismus in den Gemälden von Mr. Hayes, aber er ist ein Maler, kein Übersetzer einfacher Szenen und Menschen durch das Medium der Farbe, wie man sagt“.
Bis 1918 hatte sich Hayes in den Vereinigten Staaten einen Namen gemacht. Er kehrte in seine Heimat zurück und ließ sich in Toledo, Ohio, nieder, wo er weiterhin als Künstler arbeitete und seine Bilder in der National Academy of Design ausstellte. Er war auch Mitglied der New York Aquarell Society. Hayes scheint mehrmals nach Europa gereist zu sein, um dort zu malen. 1930 wurde er von der französischen Regierung zum Ritter der Ehrenlegion ernannt.
1947, im Alter von 80 Jahren, wurde Hayes in La Jolla, Kalifornien, auf tragische Weise von einem Auto angefahren und getötet.